# 弗拉迪米尔·瓦西里
弗拉迪米尔·瓦西里（1975年7月6日—），克罗地亚男子足球运动员，场上位置是守门员。他曾代表克罗地亚参加1998年和2002年国际足联世界杯，其中1998年世界杯获得季军。